# シマッシュレコード
シマッシュレコードは、吉本興業東京本社（東京吉本）に所属する日本のお笑いコンビ。略称はシマレコ、シマッシュ。

## メンバー
島居 俊介（しまい しゅんすけ、1981年10月27日（43歳） -）アコースティックギター・メインボーカル・ハーモニカ担当、立ち位置は向かって右。
長崎県対馬市出身。血液型A型。173cm。
結成前はコンビ『フレンチブルドッグ』（2010年2月解散）として活動。
八十島（2700）と音楽ユニット『One Love』を組んでいる。
ISOPP、あんこ～るチョッパーMASA、ふじすけ力、鈴木つかさと「ダイナマイツ」という音楽ユニットを組んでいた。
嶋田 修平（しまだ しゅうへい、1980年9月30日（44歳） -）アコースティックギター・コーラス担当、立ち位置は向かって左。
徳島県徳島市出身。血液型O型。175cm。
以前はトリオ『TOKYO無鉄砲』（2010年2月解散）として活動。
永井佑一郎、みのるチャチャチャ♪、あんこ～るチョッパーMASA、ふじすけ力と音楽ユニット『THE COU』を組んでいた。
阿波弁で話す。

## 概要
- 神保町花月などでユニット「リョウイチケンイチ」を組んでいた、フレンチブルドッグの島居とTOKYO無鉄砲の嶋田がそれぞれ解散しコンビ結成[1][2]。
- コンビ名の由来は、2人の苗字に共通する“しま”、2人の名前に共通する“しゅ”、シマレコと略したときに地元のCD屋のイメージになる“レコード”を繋げたもの[3]。
- 2人ともギターを持ち、主に歌ネタや歌謡漫才を行う。
- 2丁拳銃やアップダウンなどと共に、音楽ライブへの出演も多い。
- 神保町花月では作曲を担当することもある。

## 賞レース成績
- キングオブコント2013準決勝進出[4]
- 第35回ABCお笑いグランプリ決勝進出[5]

- 第5回お笑いハーベスト大賞本戦進出（2014年）[6]
- M-1グランプリ2020準々決勝進出[7]
- おもしろ荘歌謡祭 優勝（2022年）

## リョウイチケンイチ
- 神保町花月から生まれた、2人組ストリートミュージシャンのユニット名。多数の公演に同名で出演している。
- 「プベル」というバーで弾き語りのバイトをしている[8]。
- 出演者を捕まえて、僕達の新曲聞いてください!と歌ネタを披露するのがお約束。出演者には嫌がられることが多い。

リョウイチ（島居）
エレキギター担当。
主にボーカル。舞台中を走り回り踊る。
ケンイチ（嶋田）
アコースティックギター、ベース担当。
主にアコースティックギターを弾きハモる。リョウイチの話を聞かない。

## 出演

### テレビ番組
- ろっくとぅざふゅーちゃー （とちぎテレビ、2011年6月30日 - 2012年3月29日）
- バカソウル （テレビ東京、2011年10月1日）
- ハッピーMusic（日本テレビ、2012年4月6日）
- ABCお笑いグランプリ（ABCテレビ、2014年1月26日）
- 第5回 あなたが選ぶ!お笑いハーベスト大賞（BS日テレ、2014年9月20日）

### ラジオ
- マイナビ Laughter Night（TBSラジオ、2017年8月18日）

### 舞台・ライブ
- AGE AGE LIVE
- 渋谷ばちーんんんLive
- Get King Live
- 彩～irodori～
- 5じ6じバトル
- 頂～itadaki～Battle　ランクＡ
- 神保町花月
  - 2010年7月7日 - 7月11日　『罪と蜜』（ピース主演）
  - 2010年12月21日 - 12月25日　『バルボラーチョの夜は更けて』（佐久間一行主演）
  - 2011年5月24日 - 5月29日　『バルボラーチョの夜は続く』（佐久間一行主演）
  - 2011年12月20日 - 12月25日　『バルボラーチョの夜は萌えて』（佐久間一行主演）
  - 2013年11月13日 - 11月18日　『青木さん家の奥さん』（かたつむり主演）　嶋田のみ
  - 2013年12月24日 - 12月25日　『XmasSPライブ inバルボラーチョ!!』（佐久間一行主演）
  - 2014年4月24日 - 5月1日　『あの桜が咲く頃に』（かたつむり主演）
  - 2014年10月8日 - 10月13日　『H♡PE』（かたつむり主演）
- ぬかづけマンショー
- ステージマンショー
- 吉本新喜劇（水玉れっぷう隊班）　島居のみ
- 企画イベント
  - 2014年11月12日　『お笑い三国志』
- 単独ライブ
  - 2013年2月17日　『単独レコード』
  - 2014年8月30日　『シマッシュレコードpresents夏の終わりのコンサートin大宮』
- 単独イベント
  - 2014年12月6日　『シマッシュレコードの60分歌いっぱなしLive』

- 劇団夢連人×池袋RED-zone ANERIS「夢見てプラネス！」(2024年2月2日～4日、池袋RED-zone ANERIS) - 嶋田修平 役

### DVD
- 佐久間一行単独ライブDVD～15周年全国ツアー くるっと平和解決～（2011年11月16日）
- ing! to 2012～iNFINITY nEXT gENERATION～（2012年4月1日）
- キングオブコント2013（2013年12月18日）

## 出演（コンビ結成前）
コンビ結成前、主に『リョウイチケンイチ』としてでの出演。

### テレビ番組
- MMM （読売テレビ、2008年4月7日 - 番組終了）

### 舞台・ライブ
- 神保町花月
  - 2007年9月1日 - 9月9日　『湘南すずらん大学物語#1　海とセレブとヘタレたち』（2丁拳銃ゲスト出演）
  - 2007年10月2日 - 10月8日　『湘南すずらん大学物語#2　本当にあった怖い部室』（2丁拳銃ゲスト出演）
  - 2007年11月6日 - 11月11日　『湘南すずらん大学物語　最終章　俺たちのビッグ・ウェイヴ』（2丁拳銃ゲスト出演）
  - 2008年1月8日 - 1月14日　『何者でもない俺たち#1　さりげなく出会って　なにげなく見つめて』（ハリガネロックゲスト出演）
  - 2008年2月5日 - 2月11日　『何者でもない俺たち#2　150グラムの品格』（ハリガネロックゲスト出演）
  - 2008年3月4日 - 3月9日　『何者でもない俺たち#3　愛と勇気のイレブンライダー』（ハリガネロックゲスト出演）
  - 2008年4月15日 - 4月20日　『花坂荘の人々#1　～おなか、すいてない?～』（はんにゃ主演）
  - 2008年5月13日 - 5月18日　『花坂荘の人々#2　ブラザーズ＆ブラザーズ』（はんにゃ主演）
  - 2008年6月17日 - 6月22日　『花坂荘の人々#3　これから、そしてここから』（はんにゃ主演）
  - 2008年8月19日 - 8月24日　『湘南すずらん大学物語2008～波は何でも知っている～』（2丁拳銃主演）
  - 2008年9月9日 - 9月15日　『本当の嘘』（2丁拳銃主演）
  - 2008年12月23日 - 12月25日　『何者でもない花坂荘物語　～Christmas for you～』（ハリガネロック主演）
  - 2009年2月10日 - 2月15日　『やさしい生きもの』（フルーツポンチ主演）
  - 2009年7月7日 - 7月11日　『UNSUNG HEROES　～謳われることのない英雄たち～』（佐久間一行主演）
  - 2009年12月22日 - 12月24日　『Christmas concert in 神保町花月』（佐久間一行主演）

### DVD
- 花坂荘の人々 上巻&下巻（2009年7月1日）